# 桑原おさむ
桑原 おさむ（くわはら おさむ、1969年4月25日 - ）は、日本の俳優。エビス大黒舎所属。広島県出身。旧芸名：桑原 修（読み同じ）。身長173cm、体重58kg。

## 出演

### 映画
- 横浜ばっくれ隊（1994年3月5日、中田信一郎監督）
- 薔薇ホテル（1996年5月18日、斎藤耕一監督）
- 黒服伝説（1997年、松井稔監督）
- ポラーノの広場（清水健治監督）
- 綱渡り（2000年11月4日、小出豊監督）[3]
- 昭和博徒伝（2003年、中田信一郎監督）
- ブラックキス（2006年1月28日、手塚眞監督）
- 海辺の町（佐々木想監督）

### テレビ
- 超歴史ミステリーロマン大奥3（テレビ東京）
- 歴史ミステリーロマン戦国（テレビ東京）
- 超歴史ロマン"戦国&幕末ミステリー"完全決着SP（テレビ東京）
- ストーカー 逃げきれぬ愛（1997年、日本テレビ）
- 週末婚（1999年4月9日-7月2日、TBS） - レギュラー
- NHKプレマップ（NHK）
- いらっしゃい（NHK）
- 悪貨　第3話（2014年12月7日、WOWOW） - 野々宮冬彦の父親役[4]
- かもしれない女優たち（2015年6月23日、フジテレビ） - 堤真一役
- わたしのウチには、なんにもない。　第1話（2016年2月6日、NHK BSプレミアム） - 歯磨き用コップ役

### CM
- イオン　イオンランドセル2016
- KDDI 「au WALLET/グッバイおサイフ」篇[5]
- エヌ・ティ・ティ・ドコモ九州
- 富士フイルム

### 舞台
- 12人の浮かれる男と女
- ジャンヌが日本にやってくる

### その他
- WEB配信　青の頃　第8話（YouTube連続ドラマ） - 支店長役
- WEB配信 犬（NOTHING NEW配信映画）[6]
- VP　アクサ生命保険
- VP　沖電気工業
- VP　POLA　The Short Movie
- PV　藤井隆「わたしの青空」